# Pooler
Pooler és una població dels Estats Units a l'estat de Geòrgia. Segons el cens de l'est. 2008 tenia 14.875 habitants.

## Demografia
Segons el cens del 2000, Pooler tenia 6.239 habitants, 2.245 habitatges, i 1.793 famílies. La densitat de població era de 84,1 habitants/km².
Dels 2.245 habitatges en un 40,4% hi vivien nens de menys de 18 anys, en un 64,4% hi vivien parelles casades, en un 11,8% dones solteres, i en un 20,1% no eren unitats familiars. En el 16,3% dels habitatges hi vivien persones soles el 5,4% de les quals corresponia a persones de 65 anys o més que vivien soles. El nombre mitjà de persones vivint en cada habitatge era de 2,74 i el nombre mitjà de persones que vivien en cada família era de 3,06.
Per edats la població es repartia de la següent manera: un 27,6% tenia menys de 18 anys, un 8,2% entre 18 i 24, un 33% entre 25 i 44, un 21,6% de 45 a 60 i un 9,6% 65 anys o més.
L'edat mediana era de 34 anys. Per cada 100 dones de 18 o més anys hi havia 91,9 homes.
La renda mediana per habitatge era de 47.202 $ i la renda mediana per família de 50.067 $. Els homes tenien una renda mediana de 41.947 $ mentre que les dones 29.851 $. La renda per capita de la població era de 19.759 $. Entorn del 6,7% de les famílies i el 8,3% de la població estaven per davall del llindar de pobresa.

## Poblacions més properes
El següent diagrama mostra les poblacions més properes.